# Boucles de la Mayenne 2017
Els Boucles de la Mayenne 2017, 43a edició dels Boucles de la Mayenne, es disputà entre l'1 i el 4 de juny de 2017 en tres etapes i un pròleg, amb inici i final a Laval. La cursa formava part del calendari de l'UCI Europa Tour 2017, amb una categoria 2.1.

## Equips
En aquesta edició hi prenen part 21 equips:
| WorldTeams (2)- FDJ - AG2R La Mondiale Equips continentals professionals (9)- Direct Énergie - Cofidis, Solutions Crédits - Fortuneo-Vital Concept - Delko Marseille Provence KTM - Caja Rural-Seguros RGA - Androni Giocattoli - Sport Vlaanderen-Baloise - Gazprom-RusVelo - Manzana Postobón Equips continentals (10)- Armée de terre - Beobank-Corendon - Roubaix Lille Métropole - Development Team Sunweb - An Post-ChainReaction - Roth-Akros - Lotto-Kern-Haus - Vorarlberg - HP BTP-Auber 93 - Interpro Academy |
| |

## Etapes
| Etapa    | Data      | Ciutats d'etapa                | type                      | Distància (km) | Vencedor de l'etapa  | Líder de la general  |
| -------- | --------- | ------------------------------ | ------------------------- | -------------- | -------------------- | -------------------- |
| Pròleg   | 1 de juny | Laval – Laval                  | contrarellotge individual | 4,5            | Johan Le Bon         | Johan Le Bon         |
| 1a etapa | 2 de juny | Saint-Berthevin – Ernée        | etapa plana               | 187            | Johan Le Bon         | Johan Le Bon         |
| 2a etapa | 3 de juny | Chantrigné                     | etapa plana               | 180            | Mathieu van der Poel | Mathieu van der Poel |
| 3a etapa | 4 de juny | Saint-Cyr-le-Gravelais – Laval | etapa plana               | 179            | Mathieu van der Poel | Mathieu van der Poel |

## Classificació final
|    | Ciclista                   | Equip                   | Temps     |
| -- | -------------------------- | ----------------------- | --------- |
| 1  | Mathieu van der Poel (NED) | Beobank-Corendon        | 13h 3' 0" |
| 2  | Johan Le Bon (FRA)         | FDJ                     | + 11"     |
| 3  | Clément Venturini (FRA)    | Cofidis                 | + 19"     |
| 4  | Andrea Vendrame (ITA)      | Androni Giocattoli      | + 23"     |
| 5  | Hugo Houle (CAN)           | AG2R La Mondiale        | + 30"     |
| 6  | Flavien Dassonville (FRA)  | HP BTP-Auber 93         | + 31"     |
| 7  | Ricardo Vilela (POR)       | Manzana Postobón Team   | + 32"     |
| 8  | Cees Bol (FRA)             | Roubaix Lille Métropole | + 34"     |
| 9  | Mads Würtz Schmidt (GER)   | Marcel Meisen           | + 35"     |
| 10 | Lilian Calmejane (FRA)     | Direct Energie          | m.t.      |